# 玉名警察署
玉名警察署（たまなけいさつしょ）は、熊本県警察所管の警察署で、管内面積が364平方キロメートル、管内人口が約10万人となっている。

## 所管区域
- 玉名市、玉東町、和水町、南関町

## 所在地
- 熊本県玉名市岩崎51番地

## 交番・駐在所
| 名称       | 読み       | 所在地                         |
| ---------- | ---------- | ------------------------------ |
| 南関交番   | なんかん   | 玉名郡南関町大字関町171番地2   |
| 伊倉駐在所 | いくら     | 玉名市宮原657番地              |
| 大浜駐在所 | おおはま   | 玉名市大浜町287番地118         |
| 寺田駐在所 | てらだ     | 玉名市寺田431番地3             |
| 天水駐在所 | てんすい   | 玉名市天水町小天7225番地1      |
| 横島駐在所 | よこしま   | 玉名市横島町横島3603番地2      |
| 鍋駐在所   | なべ       | 玉名市岱明町鍋909番地          |
| 古閑駐在所 | こが       | 玉名市岱明町古閑311番地6       |
| 江田駐在所 | えた       | 玉名郡和水町江田4372番地1      |
| 玉東駐在所 | ぎょくとう | 玉名郡玉東町大字木葉576番地114 |
| 板楠駐在所 | いたくす   | 玉名郡和水町板楠2472番地8      |

## 関連リンク
- 熊本県警察